# Hugo Christiaan Hamaker
Hugo Christiaan Hamaker (Broek op Langedijk, 23 de março de 1905 — Eindhoven, 7 de setembro de 1993) foi um físico neerlandês.

## Publicações
Hamaker publicou os artigos:
- H.C. Hamaker (1934). Reflectivity and emissivity of tungsten : with a description of a new method to determine the total reflectivity of any surface in a simple and accurate way. Amsterdam: Noord-Hollandsche Uitg. Mij. x+76 pp. (PhD-thesis Universidade de Utrecht)
- H.C. Hamaker and W.F. Beezhold (1934). Gebrauch einer Selen Sperrschicht Photo Zelle zur Messung sehr schwacher Intensit¨aten. Physica 1, 119-122.
- H.C. Hamaker (1937). The London-Van der Waals attraction between spherical particles. Physica 4(10), 1058–1072.
- H.C. Hamaker (1942). A simple and general extension of the three halves power law. Physica 9(1), 135–138.
- J.E. de Graaf and H.C. Hamaker (1942). The sorption of gases by barium. Physica 9(3), 297–309.
- H.C. Hamaker (1950). Current distribution in triodes neglecting space charge and initial velocities. Applied Scientific Research, Section B, 1(1), 77–104.
- H.C. Hamaker (1962). Applied statistics : an important phase in the development of experimental science (Inaugural lecture). Microelectronics and Reliability, 1(2), 101–109.
- H.C. Hamaker (1962). On multiple regression analyses. Statistica Neerlandica, 16(1), 31–56.
- H.C. Hamaker (1969). Nogmaals de wet en de kansspelen : commentaar op Hemelrijk's beschouwingen. Statistica Neerlandica, 23(3), 203–207.
- H.C. Hamaker (1968). Some applications of statistics in chemical and physical classroom experiments. In European Meeting on Statistics, Econometrics and Manag. Sci. (Amsterdam, The Netherlands, September 2–7, 1968).
- H.C. Hamaker (1969). De wet en de kansspelen. Statistica Neerlandica, 23(2), 179–191.
- H.C. Hamaker (1970). Over claimfrekwenties, claimbedragen en risicopremies bij de privé-autoverzekering. Het Verzekerings-archief, 47, 154–174.
- H.C. Hamaker (1971). New techniques of statistical teaching. Revue de l'Institut International de Statistique, 39(3), 351–360.